# Сапоги всмятку
«Сапоги всмятку» — советский цветной телевизионный художественный фильм, снятый в 1977 году режиссёром Михаилом Ильенко на киностудии им. А. Довженко.
Экранизация рассказов и пьесы «Лебединая песня» А. П. Чехова, переделанной им из рассказа «Калхас» (1886).
Премьера фильма состоялась 31 октября 1978 года.

## Сюжет
Действие фильма разворачивается ночью в провинциальном театре. Старый комик Василий Александрович Блистанов, проснувшись один в опустевшем театре после своего бенефиса, начинает рассуждения о прожитой жизни, таланте, любви и смерти, переосмысливая прожитые годы, вспоминая о несбывшейся любви, отданной в жертву служению в театре.

## В ролях
- Борис Андреев — Василий Александрович Блистанов, актёр, комик, старик
- Валерий Носик — Никита Иванович, суфлёр
- Александр Потапов — актёр
- Владимир Иванов — Борщов, актёр
- Виктор Демерташ — актёр в костюме гусара
- Михаил Светин — Афанасий Егорович Муркин, настройщик, чьи сапоги перепутал коридорный
- Юрий Мажуга — Индюков, антрепренёр
- Александр Пашутин — газетчик
- Мария Капнист — актриса
- Николай Гудзь[укр.] — актёр
- Сергей Иванов — священник
- Фёдор Одиноков — Семён, коридорный
- Елизавета Дедова — актриса

## Съёмочная группа
- Сценарист: Михаил Ильенко
- Режиссёр: Михаил Ильенко
- Оператор-постановщик: Вадим Ильенко
- Композитор: Эдуард Артемьев

## Награды
- 1978 — Приз Госкино УССР и диплом Михаилу Ильенко за режиссуру на кинофестивале «Молодость-78» в Киеве[1]